# Microphis
Microphis ist eine Gattung der Fische aus der Familie der Seenadeln (Syngnathidae), die im gesamten indopazifischen Raum und mit lediglich zwei Arten auch in der atlantischen Region vorkommt.

## Merkmale
Microphis-Arten werden 7 bis knapp über 20 cm lang und besitzen einen sehr langgezogenen, dünnen Körper. Ihre Schnauzen sind lang, der Schwanz kurz. Wie alle Seenadeln sind Microphis-Arten durch ringförmig angeordnete Knochenplatten gepanzert. 39 bis 55 Ringe bilden den Rumpfpanzer, 15 bis 22 den Panzer um den Schwanzflossenstiel. Im Unterschied zu vielen anderen Seenadeln besitzt Microphis eine kleine Afterflosse, die normalerweise von vier Flossenstrahlen gestützt wird. Bei der kleinen Schwanzflosse sind es neun Flossenstrahlen. Die lange Brutzone der Männchen liegt unter dem Rumpf, beginnt am ersten bis dritten Knochenring, erstreckt sich über den gesamten Rumpf bis zum Anus und wird von gut entwickelten Knochenplatten geschützt.

## Lebensweise
Microphis-Arten leben vor allem in Süßgewässern, in küstennahen Strömen, Flüssen und Seen  oder im Brackwasser mit geringer Salinität. Während der Regenzeit werden vor allem Jungfische über weite Gebiete verbreitet. Sie ernähren sich von Zooplankton, kleinen Krebstieren und Fischlarven. Wie bei allen Seenadeln werden die Eier bei der Paarung vom Männchen übernommen und anschließend offen an der Rumpfunterseite getragen, bis die Jungen schlüpfen.

## Arten
Die Diagnose der fast 30 Arten beruht vor allem auf der Untersuchung konservierter Exemplare. Da es unwahrscheinlich ist, dass beispielsweise eine Art aus dem Westpazifik mit einer aus dem Westindik identisch ist, kann es in Zukunft zu weiteren Artbeschreibungen kommen. Je nach Ausprägung der Körperkanten wurden fünf Untergattungen beschrieben, die hier aber nicht angegeben werden. Die in Süßgewässern vorkommenden Seenadelgattungen Doryichthys, Lophocampus und Oostethus wurden 2023 mit Microphis synonymisiert.

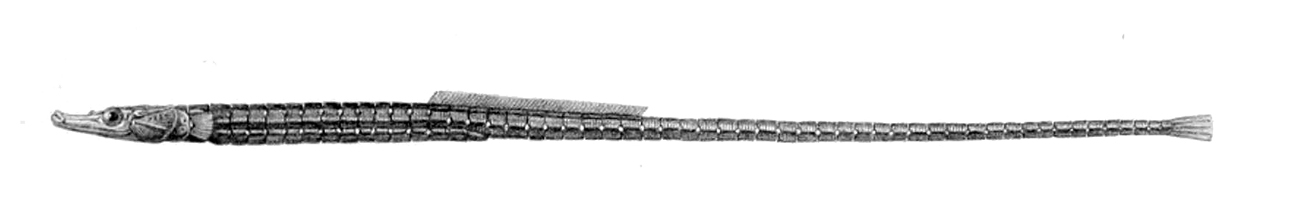
Microphis argulus

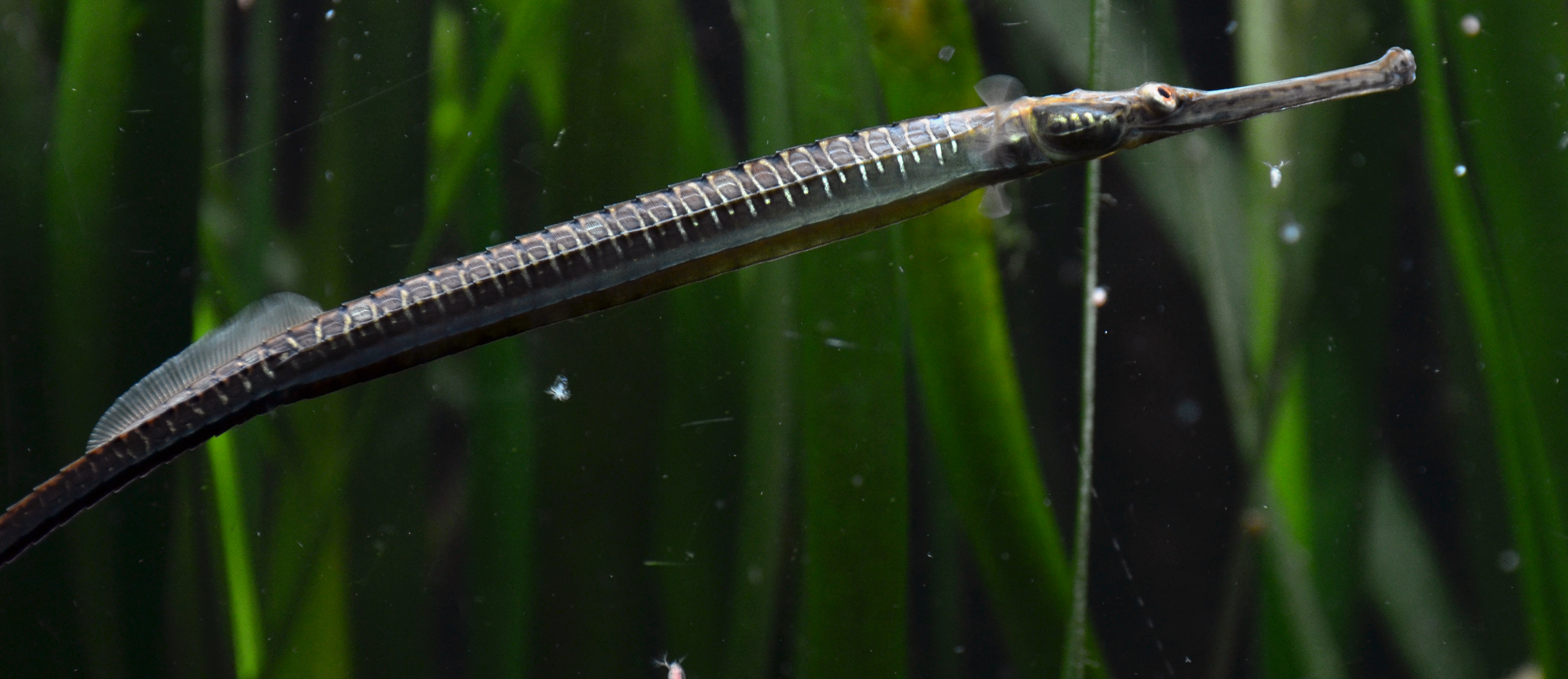
Microphis boaja

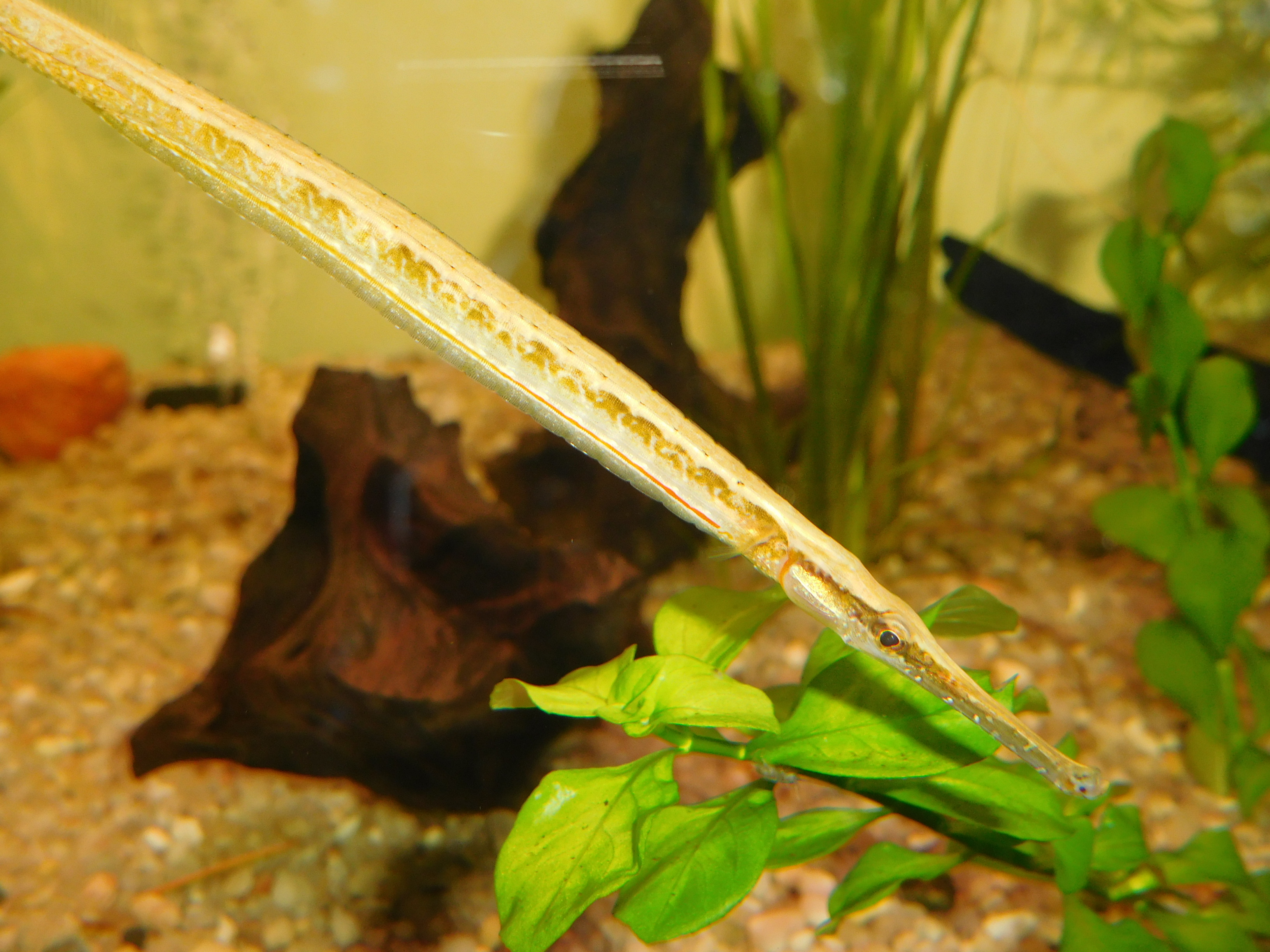
Microphis brachyurus

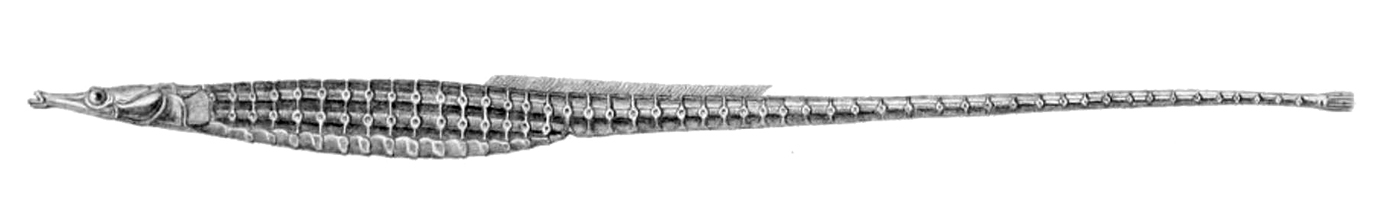
Microphis leiaspis

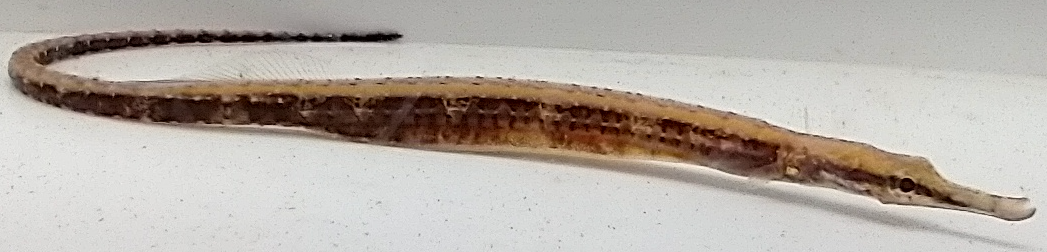
Microphis martensii

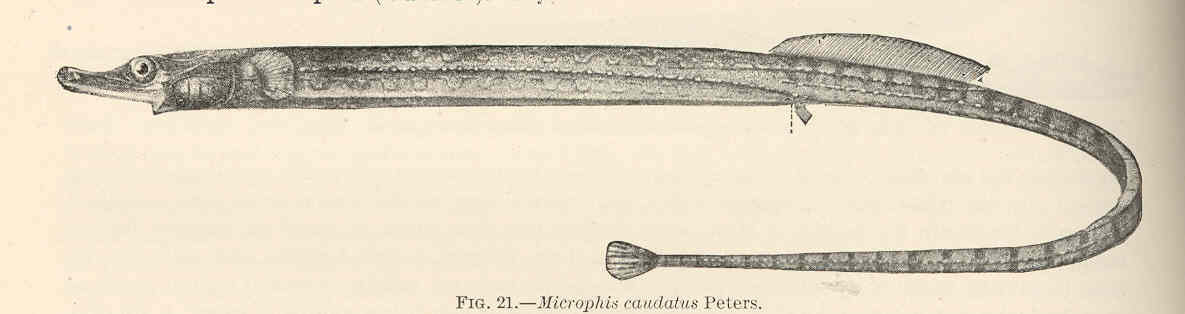
Microphis retzii

- Atlantik-Fussnadel (Microphis aculeatus (Kaup 1856))
- Microphis argulus (Peters, 1855)
- Kurzschwanz-Fussnadel (Microphis brachyurus(Bleeker, 1854))
- Strom-Seenadel (Microphis brevidorsalis (de Beaufort, 1913))
- Microphis boaja (Bleeker, 1850)
- Taiwan-Fussnadel (Microphis caudocarinatus (Weber, 1907))
- Microphis contiguus (Kottelat, 2000)
- Dumbéa-Fussnadel (Microphis cruentus Dawson & Fourmanoir, 1981)
- Krokodilzahn-Fussnadel (Microphis cuncalus (Hamilton, 1822))
- Indische Festland-Seenadel (Microphis deocata (Hamilton, 1822))
- Microphis deokhatoides (Bleeker, 1854)
- Myanmar-Festland-Seenadel (Microphis dunckeri (Prashad & Mukerji, 1929))
- Strom-Fussnadel (Microphis fluviatilis (Peters, 1852))
- Microphis heterosoma (Bleeker, 1851)
- Andamanen-Fussnadel (Microphis insularis (Hora, 1925))
- Philippinen-Fussnadel (Microphis jagorii Peters, 1868)
- Buds Fussnadel (Microphis leiaspis (Bleeker, 1854))
- Microphis lineatus (Kaup, 1856)
- Manado-Fussnadel (Microphis manadensis (Bleeker, 1856))
- Microphis martensii (Peters, 1868)
- Langflossen-Fussnadel (Microphis mento (Bleeker, 1856))
- Tausendpunkt-Fussnadel (Microphis millepunctatus (Kaup 1856))
- Microphis nicoleae Haÿ, Mennesson, Lord, Keith, 2023
- Sri-Lanka-Fussnadel (Microphis ocellatus (Duncker, 1910))
- Luzon-Fussnadel (Microphis pleurostictus Peters, 1868)
- Fransenschwanz-Seenadel (Microphis retzii (Bleeker, 1856))
- Stichlings-Fussnadel (Microphis spinachioides (Duncker, 1915))
- Microphis vaillantii (Juillerat 1880)
- Bänderkopf-Fussnadel (Microphis yoshi (Snyder 1909))